# Universal Zulu Nation
Universal Zulu Nation és una organització internacional de conscienciació i divulgació de la cultura hip-hop fundada pel músic Afrika Bambaataa. Algunes dels seus membres destacats al llarg dels anys han estat Queen Latifah, Kool Moe Dee, Ice-T, Freddie Gibbs, Chief Keef, Wiz Khalifa, Frank Ocean, Lil Wayne, KRS-One, Fat Joe i Ice Cube.

## Història
Originalment coneguda simplement com a Organization, va néixer a la dècada de 1970 a partir de la banda de carrer del sud del Bronx de Nova York The Black Spades. Els seus membres van començar a organitzar esdeveniments culturals per a joves, combinant els diferents elements que conformen la cultura hip-hop: emceeing (rapejar), deejaying, breakdance i grafit.
Durant els anys 1970 i 1980, Afrika Bambaataa i els membres d'Universal Zulu Nation sovint es vestien amb vestits que representaven diferents cultures del món. Des de principis de la dècada de 1980, Universal Zulu Nation va establir sucursals autònomes a diferents països del món. A partir de finals de la dècada de 1980, en el punt àlgid del moviment afrocèntric del hip-hop mercès a l'èxit d'artistes com KRS-One, Public Enemy, A Tribe Called Quest, Native Tongues i Rakim, el moviment semblava estar incorporant algunes doctrines de la Nació de l'Islam, la Nation of Gods and Earths i de Nuwaubians. A mitjans de la dècada de 1990 alguns membres van començar a separar-se'n iniciant els seus propis projectes i organitzacions com Ill Crew Universal.
Afrika Bambaataa es va retirar com a cap de la Universal Zulu Nation el maig de 2016 després de les acusacions d'abús sexual de diversos joves de l'organització. Ronald Savage va ser el primer de diversos homes a acusar públicament Bambaataa. El 2017, centenars de membres van dimitir per desconfiança amb la Universal Zulu Nation i van fundar la seva pròpia organització: Zulu Union.
La Universal Zulu Nation apareix extensament a la sèrie de Netflix del 2016 The Get Down. A la sèrie, Afrika Bambaataa és interpretat per l'actor Okieriete Onaodowan.